# Cosmophasis risbeci
Cosmophasis risbeci är en spindelart som beskrevs av Lucien Berland 1938. Cosmophasis risbeci ingår i släktet Cosmophasis och familjen hoppspindlar. Inga underarter finns listade i Catalogue of Life.